# Anisoscapus ochraceus
Anisoscapus ochraceus är en tvåvingeart som beskrevs av Mcfadden 1970. Anisoscapus ochraceus ingår i släktet Anisoscapus och familjen vapenflugor. Inga underarter finns listade i Catalogue of Life.